# هانس هيرشفيلد
هانس هيرشفيلد (بالألمانية: Hans Hirschfeld)‏ هو طبيب أمراض الدم ‏ ألماني، ولد في 20 مارس 1873 في برلين في ألمانيا، وتوفي في 26 أغسطس 1944 في تيريزين في التشيك.